# 카트리네홀름

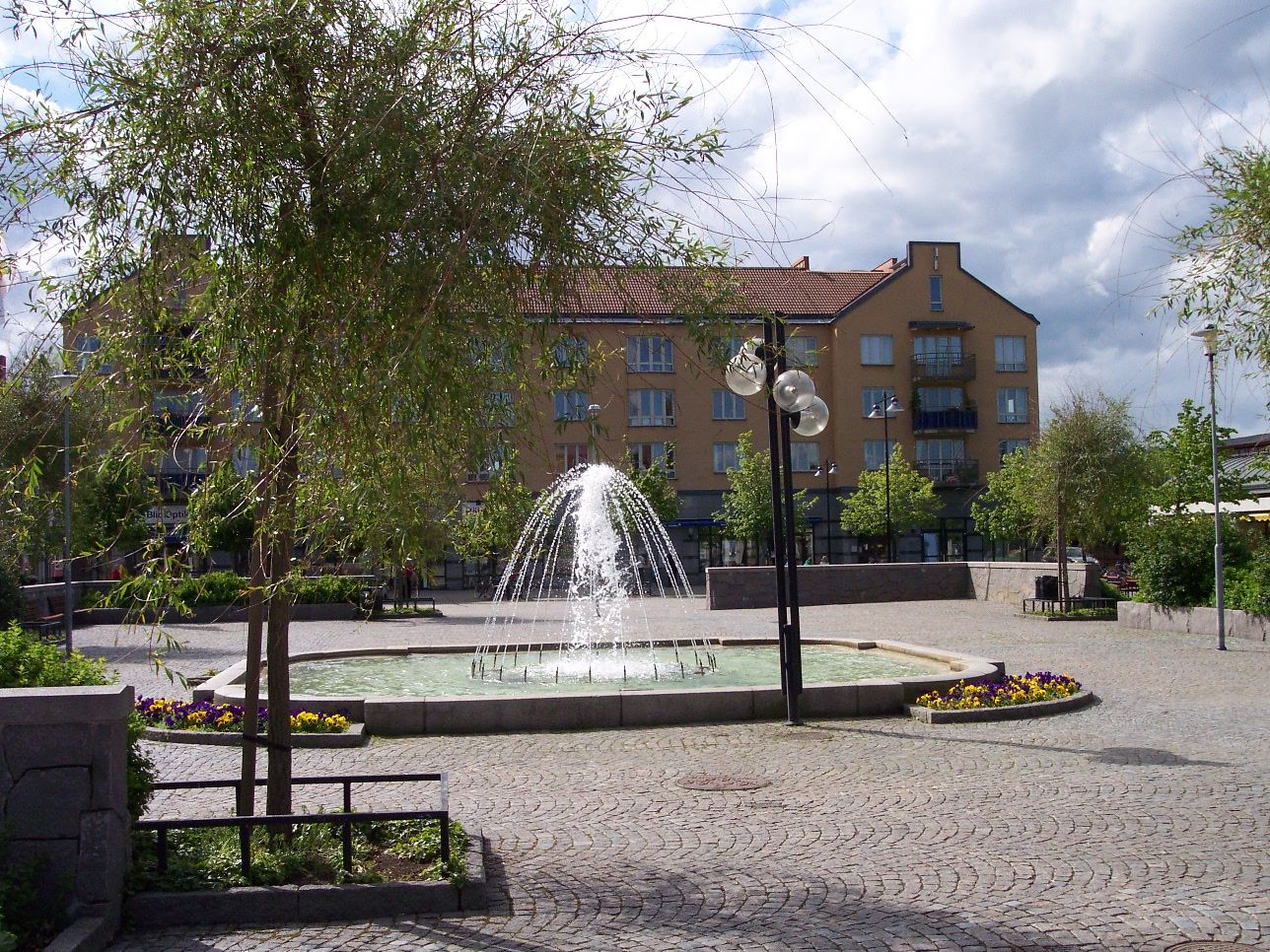
카트리네홀름 광장

카트리네홀름(스웨덴어: Katrineholm)은 스웨덴 쇠데르만란드주에 위치한 도시로, 면적은 11.46km2, 인구는 21,993명(2010년 기준), 인구 밀도는 1,919명/km2이다. 스톡홀름-예테보리, 스톡홀름-말뫼 철도가 들어선 뒤부터 크게 발전했다.